# Llista de cràters de la Lluna: L-N
Llista de cràters de la Lluna (L-N) amb noms aprovats a la Gazetteer of Planetary Nomenclature mantinguda per la Unió Astronòmica Internacional, on s'inclou el diàmetre del cràter i l'epònim amb el qual es nomena el cràter. Quan una formació de cràters té associats cràters satèl·lit, aquests es detallen a les pàgines principals de la descripció del cràter.
| A · B · C · D · E · F · G · H · I · J · K · L · M · N · O · P · Q · R · S · T · U · V · W · X · Y · Z |

## L
| Cràter        | Coordenades                              | Diàmetre (km) | Epònim | Cràters satèl·lit                                             | Ref.  |
| ------------- | ---------------------------------------- | ------------- | --- | ------------------------------------------------------------- | ----- |
| L. Clark      | 43° 20′ S, 147° 42′ O / 43.34°S,147.7°O  | 15,03         | Laurel Clark (1961–2003), astronauta estatunidenc                                                                       | -                                                             | WGPSN |
| La Caille     | 23° 41′ S, 1° 05′ E / 23.68°S,1.08°E     | 67,22         | Nicolas Louis de Lacaille (1713–1762), astrònom francès                                                                 | A B C D E F G H J K L M N P                                   | WGPSN |
| La Condamine  | 53° 32′ N, 28° 13′ O / 53.54°N,28.22°O   | 37,83         | Charles-Marie de La Condamine (1701–1774), astrònom francès                                                             | A B C D E F G H J K L M N O P Q R S T U V X                   | WGPSN |
| La Pérouse    | 10° 40′ S, 76° 17′ E / 10.67°S,76.28°E   | 80,40         | Jean-François de Galaup, comte de La Pérouse (1741–1788), explorador francès                                            | A D E                                                         | WGPSN |
| Lacchini      | 41° 17′ N, 107° 50′ O / 41.29°N,107.83°O | 57,95         | Giovanni Lacchini (1884–1967), astrònom italià                                                                          | -                                                             | WGPSN |
| Lacroix       | 37° 56′ S, 59° 12′ O / 37.93°S,59.2°O    | 36,07         | Sylvestre François Lacroix (1765–1843), matemàtic francès                                                               | A B E F G H J K L M N P R                                     | WGPSN |
| Lade          | 1° 20′ S, 9° 59′ E / 1.33°S,9.99°E       | 58,11         | Heinrich Eduard von Lade (1817–1904), astrònom alemany                                                                  | A B D E M S T U V W X                                         | WGPSN |
| Lagalla       | 44° 29′ S, 22° 22′ O / 44.48°S,22.36°O   | 88,78         | Giulio Cesare Lagalla (1571–1624), filòsof italià                                                                       | F H J K M N P T V                                             | WGPSN |
| Lagrange      | 32° 36′ S, 71° 27′ O / 32.6°S,71.45°O    | 162,21        | Joseph Louis Lagrange (1736–1813), matemàtic italià                                                                     | A B C D E F G H J K L N R S T W X Y Z                         | WGPSN |
| Lalande       | 4° 28′ S, 8° 39′ O / 4.46°S,8.65°O       | 23,54         | Joseph Jêrôme Lalande (1732–1807), astrònom francès                                                                     | A B C D E F G N R T U W                                       | WGPSN |
| Lallemand     | 14° 24′ S, 84° 13′ O / 14.4°S,84.21°O    | 16,69         | André Lallemand (1904–1978), astrònom francès                                                                           | -                                                             | WGPSN |
| Lamarck       | 23° 07′ S, 70° 04′ O / 23.12°S,70.06°O   | 114,65        | Jean-Baptiste Pierre Antoine de Monet, Chevalier de Lamarck (1744–1829), naturalista francès                            | A B D E F G                                                   | WGPSN |
| Lamb          | 42° 40′ S, 100° 56′ E / 42.67°S,100.94°E | 103,55        | Horace Lamb (1849–1934), físic britànic                                                                                 | A E G                                                         | WGPSN |
| Lambert       | 25° 46′ N, 20° 59′ O / 25.77°N,20.99°O   | 30,12         | Johann Heinrich Lambert (1728–1777), astrònom alemany                                                                   | A B R T W                                                     | WGPSN |
| Lamé          | 14° 46′ S, 64° 34′ E / 14.76°S,64.56°E   | 84,28         | Gabriel Lamé (1795–1870), matemàtic francès                                                                             | E F G H J K L M N T W Z                                       | WGPSN |
| Lamèch        | 42° 47′ N, 13° 09′ E / 42.79°N,13.15°E   | 12,41         | Félix Chemla Lamèch (1894–1962), selenògraf francès                                                                     | -                                                             | WGPSN |
| Lamont        | 5° 08′ N, 23° 19′ E / 5.14°N,23.32°E     | 83,23         | Johann von Lamont (1805–1879), astrònom alemany d'origen escocès                                                        | -                                                             | WGPSN |
| Lampland      | 31° 10′ S, 131° 31′ E / 31.17°S,131.51°E | 63,04         | Carl Otto Lampland (1873–1951), astrònom estatunidenc                                                                   | A B K M Q R                                                   | WGPSN |
| Landau        | 42° 10′ N, 119° 20′ O / 42.16°N,119.34°O | 218,15        | Lev Davidovich Landau (1908–1968), físic rus                                                                            | Q                                                             | WGPSN |
| Lander        | 15° 20′ S, 131° 49′ E / 15.34°S,131.81°E | 40,05         | Richard Lemon Lander (1804–1834), explorador britànic                                                                   | K                                                             | WGPSN |
| Landsteiner   | 31° 18′ N, 14° 47′ O / 31.3°N,14.79°O    | 6,11          | Karl Landsteiner (1868–1943), patòleg austríac-estatunidenc                                                             | -                                                             | WGPSN |
| Lane          | 9° 30′ S, 132° 22′ E / 9.5°S,132.36°E    | 53,76         | Jonathan Homer Lane (1819–1880), físic estatunidenc                                                                     | B S                                                           | WGPSN |
| Langemak      | 9° 56′ S, 119° 27′ E / 9.93°S,119.45°E   | 104,76        | Georgy E. Langemak (1898–1938), científic rus                                                                           | N X Z                                                         | WGPSN |
| Langevin      | 44° 10′ N, 162° 41′ E / 44.17°N,162.69°E | 57,80         | Paul Langevin (1872–1946), físic francès                                                                                | C K                                                           | WGPSN |
| Langley       | 51° 10′ N, 86° 03′ O / 51.17°N,86.05°O   | 59,17         | Samuel Pierpont Langley (1834–1906), físic estatunidenc                                                                 | J K                                                           | WGPSN |
| Langmuir      | 35° 51′ S, 128° 53′ O / 35.85°S,128.89°O | 91,50         | Irving Langmuir (1881–1957), físic estatunidenc                                                                         | -                                                             | WGPSN |
| Langrenus     | 8° 52′ S, 61° 02′ E / 8.86°S,61.04°E     | 131,98        | Michel Florent van Langren (c. 1600–1675), selenògraf belga                                                             | (A) (B) (C) (D) E (F) G H (J) (K) L M N P Q R S T U V W X Y Z | WGPSN |
| Lansberg      | 0° 19′ S, 26° 38′ O / 0.31°S,26.63°O     | 38,75         | Philippe van Lansberge (1561–1632), astrònom belga                                                                      | A B C D E F G L N P X Y                                       | WGPSN |
| Larmor        | 31° 51′ N, 179° 40′ O / 31.85°N,179.67°O | 99,49         | Joseph Larmor (1857–1942), físic britànic                                                                               | K Q W Z                                                       | WGPSN |
| Lassell       | 15° 29′ S, 7° 54′ O / 15.49°S,7.9°O      | 21,82         | William Lassell (1799–1880), astrònom britànic                                                                          | A B C D E F G H J K M S T                                     | WGPSN |
| Laue          | 28° 17′ N, 97° 03′ O / 28.29°N,97.05°O   | 89,17         | Max von Laue (1879–1960), físic alemany                                                                                 | G U                                                           | WGPSN |
| Lauritsen     | 27° 32′ S, 96° 19′ E / 27.54°S,96.31°E   | 51,24         | Charles Christian Lauritsen (1892–1968), físic estatunidenc d'origen danès                                              | A B G H Y Z                                                   | WGPSN |
| Laveran       | 81° 48′ S, 159° 47′ O / 81.8°S,159.78°O  | 12,52         | Charles Louis Alphonse Laveran (1845–1922), físic francès                                                               | -                                                             | WGPSN |
| Lavoisier     | 38° 10′ N, 81° 15′ O / 38.17°N,81.25°O   | 71,01         | Antoine-Laurent de Lavoisier (1743–1794), químic francès                                                                | A B C (D) E F G H J K L N S T W Z                             | WGPSN |
| Lawrence      | 7° 21′ N, 43° 18′ E / 7.35°N,43.3°E      | 24,02         | Ernest Orlando Lawrence (1901–1958), físic estatunidenc Robert Henry Lawrence, Jr. (1935–1993), astronauta estatunidenc | -                                                             | WGPSN |
| Le Gentil     | 74° 16′ S, 76° 01′ O / 74.27°S,76.02°O   | 125,38        | Guillaume Hyacinthe Le Gentil (1725–1792), astrònom francès                                                             | A B C D G                                                     | WGPSN |
| Le Monnier    | 26° 40′ N, 30° 30′ E / 26.66°N,30.5°E    | 68,40         | Pierre Charles Le Monnier (1715–1799), astrònom francès                                                                 | A (B) (C) H K S T U V                                         | WGPSN |
| Le Verrier    | 40° 20′ N, 20° 37′ O / 40.33°N,20.61°O   | 20,52         | Urbain Jean Le Verrier (1811–1877), astrònom francès                                                                    | A B D E S T U V W X                                           | WGPSN |
| Leakey        | 3° 11′ S, 37° 28′ E / 3.19°S,37.46°E     | 12,48         | Louis Seymour Bazett Leakey (1903–1972), arqueòleg britànic                                                             | -                                                             | WGPSN |
| Leavitt       | 44° 52′ S, 139° 53′ O / 44.86°S,139.89°O | 69,31         | Henrietta Swan Leavitt (1868–1921), astrònoma estatunidenca                                                             | Z                                                             | WGPSN |
| Lebedev       | 46° 48′ S, 107° 53′ E / 46.8°S,107.89°E  | 121,80        | Pyotr N. Lebedev (1866–1912), físic rus                                                                                 | C D F K                                                       | WGPSN |
| Lebedinskiy   | 7° 50′ N, 164° 53′ O / 7.84°N,164.89°O   | 63,39         | Aleksandr I. Lebedinskiy (1913–1967), astrofísic rus                                                                    | A B K P                                                       | WGPSN |
| Lebesgue      | 5° 08′ S, 88° 58′ E / 5.14°S,88.97°E     | 11,39         | Henri Léon Lebesgue (1875–1941), matemàtic francès                                                                      | -                                                             | WGPSN |
| Lee           | 30° 40′ S, 40° 46′ O / 30.66°S,40.76°O   | 41,17         | John Lee (1783–1866), astrònom britànic                                                                                 | A H M S T                                                     | WGPSN |
| Leeuwenhoek   | 29° 17′ S, 178° 52′ O / 29.28°S,178.87°O | 125,00        | Antony van Leeuwenhoek (1632–1723), microscopista neerlandès                                                            | E                                                             | WGPSN |
| Legendre      | 28° 55′ S, 70° 01′ E / 28.92°S,70.02°E   | 78,08         | Adrien Marie Legendre (1752–1833), matemàtica francesa                                                                  | D E F G H J K L M N P                                         | WGPSN |
| Lehmann       | 39° 58′ S, 56° 10′ O / 39.96°S,56.17°O   | 53,85         | Jacob Heinrich Wilhelm Lehmann (1800–1863), astrònom alemany                                                            | A C D E H K L                                                 | WGPSN |
| Leibnitz      | 38° 14′ S, 179° 21′ E / 38.24°S,179.35°E | 236,67        | Gottfried Wilhelm von Leibniz (1646–1716), filòsof alemany                                                              | R S X                                                         | WGPSN |
| Lemaître      | 61° 22′ S, 149° 59′ O / 61.36°S,149.98°O | 93,70         | Georges Lemaître (1894–1966), matemàtic belga                                                                           | C F S                                                         | WGPSN |
| Lenard        | 85° 11′ N, 109° 41′ O / 85.19°N,109.69°O | 47,65         | Philipp Eduard Anton von Lénárd (1862–1947), físic alemany                                                              | -                                                             | WGPSN |
| Lents         | 2° 43′ N, 102° 18′ O / 2.72°N,102.3°O    | 21,98         | Heinrich Friedrich Emil Lenz (1804–1865), físic rus                                                                     | C J (K)                                                       | WGPSN |
| Leonid        | 38° 18′ N, 35° 00′ O / 38.3°N,35°O       | 0,10          | Antropònim masculí rus                                                                                                  | -                                                             | WGPSN |
| Leonov        | 19° 04′ N, 148° 22′ E / 19.07°N,148.36°E | 34,04         | Aleksei A. Leónov (nascut 1934), cosmonauta soviètic                                                                    | -                                                             | WGPSN |
| Lepaute       | 33° 18′ S, 33° 41′ O / 33.3°S,33.69°O    | 16,36         | Nicole-Reine Lepaute (1723–1788), astrònoma francesa                                                                    | D E F K L                                                     | WGPSN |
| Letronne      | 10° 30′ S, 42° 29′ O / 10.5°S,42.49°O    | 117,59        | Jean Antoine Letronne (1787–1848), arqueòleg francès                                                                    | A B C (D) F G H K L M N (P) T                                 | WGPSN |
| Leucippus     | 29° 14′ N, 116° 25′ O / 29.24°N,116.41°O | 57,03         | Leucip (f. c. 440 aC), filòsof grec                                                                                     | F K Q X                                                       | WGPSN |
| Leuschner     | 1° 40′ N, 109° 03′ O / 1.67°N,109.05°O   | 50,14         | Armin Otto Leuschner (1868–1953), astrònom estatunidenc                                                                 | L Z                                                           | WGPSN |
| Lev           | 12° 41′ N, 62° 12′ E / 12.69°N,62.2°E    | 0,06          | Antropònim masculí rus                                                                                                  | -                                                             | WGPSN |
| Levi-Civita   | 23° 20′ S, 143° 08′ E / 23.34°S,143.14°E | 108,23        | Tullio Levi-Civita (1873–1941), físic italià                                                                            | A F S                                                         | WGPSN |
| Lewis         | 18° 31′ S, 114° 14′ O / 18.51°S,114.23°O | 40,32         | Gilbert Newton Lewis (1875–1946), químic estatunidenc                                                                   | (R)                                                           | WGPSN |
| Lexell        | 35° 47′ S, 4° 16′ O / 35.78°S,4.27°O     | 63,70         | Anders Johan Lexell (1740–1784), astrònom rus-suec                                                                      | A B D E F G H K L                                             | WGPSN |
| Ley           | 42° 07′ N, 154° 50′ E / 42.11°N,154.84°E | 81,05         | Willy Ley (1906–1969), científic estatunidenc d'origen alemany                                                          | -                                                             | WGPSN |
| Licetus       | 47° 11′ S, 6° 32′ E / 47.19°S,6.54°E     | 75,42         | Fortunio Liceti (1577–1657), físic italià                                                                               | A B C D E F G H J K L M N P Q R S T U W                       | WGPSN |
| Lichtenberg   | 31° 51′ N, 67° 43′ O / 31.85°N,67.72°O   | 19,53         | Georg Christoph Lichtenberg (1742–1799), físic alemany                                                                  | A B F (G) H R                                                 | WGPSN |
| Lick          | 12° 22′ N, 52° 50′ E / 12.36°N,52.84°E   | 31,63         | James Lick (1796–1876), mecenes estatunidenc                                                                            | A B C (D) E F G K L N                                         | WGPSN |
| Liebig        | 24° 21′ S, 48° 18′ O / 24.35°S,48.3°O    | 38,96         | Justus von Liebig (1803–1873), químic alemany                                                                           | A B F G H J                                                   | WGPSN |
| Lilius        | 54° 36′ S, 6° 05′ E / 54.6°S,6.09°E      | 61,18         | Luigi Lilio (c. 1510–c. 1576), astrònom, matemàtic i metge italià                                                       | A B C D E F G H J K L M N O P R S T U W X                     | WGPSN |
| Linda         | 30° 41′ N, 33° 23′ O / 30.69°N,33.38°O   | 1,11          | Antropònim femení castellà                                                                                              | -                                                             | WGPSN |
| Lindbergh     | 5° 25′ S, 52° 54′ E / 5.41°S,52.9°E      | 13,34         | Charles Augustus Lindbergh (1902–1974), aviador estatunidenc                                                            | -                                                             | WGPSN |
| Lindblad      | 70° 02′ N, 99° 13′ O / 70.03°N,99.22°O   | 59,37         | Bertil Lindblad (1895–1965), astrònom suec                                                                              | F S Y                                                         | WGPSN |
| Lindenau      | 32° 21′ S, 24° 46′ E / 32.35°S,24.77°E   | 53,08         | Bernhard von Lindenau (1780–1854), astrònom alemany                                                                     | D E F G H                                                     | WGPSN |
| Lindsay       | 7° 00′ S, 13° 01′ E / 7°S,13.01°E        | 32,23         | Eric Mervyn Lindsay (1907–1974), astrònom irlandès                                                                      | -                                                             | WGPSN |
| Linné         | 27° 45′ N, 11° 48′ E / 27.75°N,11.8°E    | 2,23          | Carl von Linné (1707–1778), botànic suec                                                                                | A B D (E) F G H                                               | WGPSN |
| Liouville     | 2° 44′ N, 73° 34′ E / 2.73°N,73.57°E     | 16,12         | Joseph Liouville (1809–1882), matemàtic francès                                                                         | -                                                             | WGPSN |
| Lippershey    | 25° 58′ S, 10° 23′ O / 25.96°S,10.38°O   | 6,74          | Hans Lippershey (mort 1619), òptic neerlandès                                                                           | K L M N P R T                                                 | WGPSN |
| Lippmann      | 55° 26′ S, 114° 19′ O / 55.43°S,114.32°O | 160,07        | Gabriel Lippmann (1845–1921), físic francès                                                                             | B E J L P Q R                                                 | WGPSN |
| Lipskiy       | 2° 09′ S, 179° 23′ O / 2.15°S,179.38°O   | 91,15         | Yuriy N. Lipskiy (1909–1978), selenògraf rus                                                                            | S V X                                                         | WGPSN |
| Litke         | 16° 46′ S, 123° 07′ E / 16.76°S,123.12°E | 38,18         | Fiódor P. Litke (Lütke) (1797–1882), geògraf rus                                                                        | -                                                             | WGPSN |
| Littrow       | 21° 30′ N, 31° 23′ E / 21.5°N,31.39°E    | 28,52         | Joseph Johann von Littrow (1781–1840), astrònom bohemi                                                                  | A (B) D F P                                                   | WGPSN |
| Lobachevskiy  | 9° 46′ N, 113° 04′ E / 9.76°N,113.07°E   | 87,26         | Nikolai I. Lobachevsky (1793–1856), matemàtic rus                                                                       | M P                                                           | WGPSN |
| Lockyer       | 46° 16′ S, 36° 35′ E / 46.27°S,36.59°E   | 35,08         | Joseph Norman Lockyer (1836–1920), astrofísic britànic                                                                  | A F G H J                                                     | WGPSN |
| Lodygin       | 17° 25′ S, 146° 47′ O / 17.42°S,146.78°O | 56,11         | Alexander N. Lodygin (1847–1923), inventor rus                                                                          | C F (G) J L M R                                               | WGPSN |
| Loewy         | 22° 41′ S, 32° 51′ O / 22.69°S,32.85°O   | 22,45         | Moritz Loewy (1833–1907), astrònom francès                                                                              | A B G H                                                       | WGPSN |
| Lohrmann      | 0° 26′ S, 67° 23′ O / 0.44°S,67.38°O     | 31,25         | Wilhelm Gotthelf Lohrmann (1796–1840), selenògraf alemany                                                               | A B D E F M N                                                 | WGPSN |
| Lohse         | 13° 46′ S, 60° 19′ E / 13.76°S,60.31°E   | 43,34         | Oswald Lohse (1845–1915), astrònom alemany                                                                              | -                                                             | WGPSN |
| Lomonosov     | 27° 21′ N, 98° 17′ E / 27.35°N,98.28°E   | 90,69         | Mikhail Lomonosov (1711–1765), poeta rus                                                                                | -                                                             | WGPSN |
| Longomontanus | 49° 33′ S, 21° 53′ O / 49.55°S,21.88°O   | 145,50        | Christian Sørensen Longomontanus (1562–1647), astrònom danès                                                            | A B C D E F G H K L M N P Q R S T U V W X Y Z                 | WGPSN |
| Lorentz       | 34° 35′ N, 97° 11′ O / 34.59°N,97.19°O   | 378,42        | Hendrik Antoon Lorentz (1853–1928), físic neerlandès                                                                    | P R T U                                                       | WGPSN |
| Louise        | 28° 29′ N, 34° 12′ O / 28.49°N,34.2°O    | 0,64          | Antropònim femení francès                                                                                               | -                                                             | WGPSN |
| Louville      | 44° 07′ N, 46° 02′ O / 44.12°N,46.04°O   | 34,81         | Jacques D'Allonville, Cavaller de Louville (1671–1732), astrònom francès                                                | A B D E K P DA                                                | WGPSN |
| Love          | 6° 20′ S, 129° 10′ E / 6.33°S,129.17°E   | 90,08         | Augustus Edward Hough Love (1863–1940), matemàtic britànic                                                              | G H T U                                                       | WGPSN |
| Lovelace      | 82° 05′ N, 109° 31′ O / 82.08°N,109.51°O | 57,06         | William Randolph Lovelace II (1907–1965), científic estatunidenc                                                        | E                                                             | WGPSN |
| Lovell        | 36° 44′ S, 142° 28′ O / 36.74°S,142.47°O | 35,1          | James Lovell (nascut 1928), astronauta estatunidenc                                                                     | -                                                             | WGPSN |
| Lowell        | 12° 58′ S, 103° 25′ O / 12.97°S,103.42°O | 62,65         | Percival Lowell (1855–1916), astrònom estatunidenc                                                                      | F R W                                                         | WGPSN |
| Lubbock       | 3° 59′ S, 41° 47′ E / 3.99°S,41.79°E     | 14,09         | John William Lubbock (1803–1865), astrònom britànic                                                                     | C D G H K L M N P R S                                         | WGPSN |
| Lubiniezky    | 17° 53′ S, 23° 53′ O / 17.88°S,23.89°O   | 42,97         | Stanislaus Lubiniezky (1623–1675), astrònom polonès                                                                     | A D E F G H                                                   | WGPSN |
| Lucian        | 14° 20′ N, 36° 47′ E / 14.34°N,36.78°E   | 6,85          | Llucià de Samòsata (125–190), escriptor grec                                                                            | -                                                             | WGPSN |
| Lucretius     | 8° 13′ S, 121° 14′ O / 8.22°S,121.24°O   | 64,61         | Titus Lucretius Carus (c. 95-55 aC), filòsof romà                                                                       | C U                                                           | WGPSN |
| Ludwig        | 7° 43′ S, 97° 27′ E / 7.72°S,97.45°E     | 23,29         | Carl Friedrich Wilhelm Ludwig (1816–1895), fisiòleg alemany                                                             | -                                                             | WGPSN |
| Lundmark      | 38° 52′ S, 152° 34′ E / 38.87°S,152.56°E | 103,44        | Knut Emil Lundmark (1889–1958), astrònom suec                                                                           | B C D F G                                                     | WGPSN |
| Luther        | 33° 12′ N, 24° 09′ E / 33.2°N,24.15°E    | 9,29          | Robert Luther (1822–1900), astrònom alemany                                                                             | H K X Y                                                       | WGPSN |
| Lyapunov      | 26° 26′ N, 89° 22′ E / 26.43°N,89.36°E   | 67,58         | Aleksandr M. Lyapunov (1857–1918), matemàtic rus                                                                        | -                                                             | WGPSN |
| Lyell         | 13° 38′ N, 40° 34′ E / 13.63°N,40.56°E   | 31,17         | Charles Lyell (1797–1875), geòleg escocès                                                                               | A B C D K                                                     | WGPSN |
| Lyman         | 64° 58′ S, 162° 28′ E / 64.96°S,162.47°E | 83,25         | Theodore Lyman (1874–1954), físic estatunidenc                                                                          | P Q T V                                                       | WGPSN |
| Lyot          | 50° 28′ S, 84° 48′ E / 50.47°S,84.8°E    | 150,60        | Bernard Ferdinand Lyot (1897–1952), astrònom francès                                                                    | A B C D E F H L M N P R S T                                   | WGPSN |

## M
| Cràter       | Coordenades                              | Diàmetre (km) | Epònim | Cràters satèl·lit                                   | Ref.  |
| ------------ | ---------------------------------------- | ------------- | --- | --------------------------------------------------- | ----- |
| M. Anderson  | 41° 13′ S, 148° 59′ O / 41.21°S,148.99°O | 16,94         | Michael P. Anderson (1959–2003), astrònom estatunidenc                                                                           | -                                                   | WGPSN |
| Mach         | 18° 08′ N, 149° 14′ O / 18.13°N,149.24°O | 174,97        | Ernst Mach (1838–1916), físic austríac                                                                                           | H                                                   | WGPSN |
| Maclaurin    | 1° 55′ S, 67° 59′ E / 1.92°S,67.99°E     | 54,33         | Colin Maclaurin (1698–1746), matemàtic escocès                                                                                   | A B C D E (F) G H J K L M N O P (R) (S) T U W X (Y) | WGPSN |
| Maclear      | 10° 31′ N, 20° 06′ E / 10.52°N,20.1°E    | 20,34         | Thomas Maclear (1794–1879), astrònom sud-africà d'origen irlandès                                                                | A                                                   | WGPSN |
| MacMillan    | 24° 12′ N, 7° 51′ O / 24.2°N,7.85°O      | 6,88          | William Duncan MacMillan (1871–1948), matemàtic estatunidenc                                                                     | -                                                   | WGPSN |
| Macrobius    | 21° 16′ N, 45° 58′ E / 21.26°N,45.97°E   | 62,79         | Ambrosius Aurelius Theodosius Macrobius (fl. c. 410), escriptor romà                                                             | (A) (B) C (D) E F K (L) M N P Q S T U V W X Y Z     | WGPSN |
| Mädler       | 11° 02′ S, 29° 46′ E / 11.04°S,29.76°E   | 27,58         | Johann Heinrich Mädler (1794–1874), astrònom alemany                                                                             | A D                                                 | WGPSN |
| Maestlin     | 4° 54′ N, 40° 43′ O / 4.9°N,40.72°O      | 6,82          | Michael Maestlin (1550–1631), matemàtic alemany                                                                                  | G H R                                               | WGPSN |
| Magelhaens   | 11° 59′ S, 44° 04′ E / 11.98°S,44.07°E   | 37,20         | Fernão de Magalhães (1480–1521), explorador portuguès                                                                            | A                                                   | WGPSN |
| Maginus      | 50° 02′ S, 5° 59′ O / 50.03°S,5.98°O     | 155,58        | Giovanni Antonio Magini (1555–1617), astrònom italià                                                                             | A B C D E F G H J K L M N O P Q R S T U V W X Y Z   | WGPSN |
| Main         | 80° 52′ N, 10° 25′ E / 80.87°N,10.41°E   | 47,43         | Robert Main (1808–1878), astrònom britànic                                                                                       | L N                                                 | WGPSN |
| Mairan       | 41° 36′ N, 43° 30′ O / 41.6°N,43.5°O     | 39,49         | Jean Jacques d'Ortous de Mairan (1678–1771), geofísic francès                                                                    | A C D E F G H K L N T Y                             | WGPSN |
| Maksutov     | 40° 45′ S, 168° 39′ O / 40.75°S,168.65°O | 83,84         | Dmitri D. Maksutov (1896–1964), òptic rus                                                                                        | U                                                   | WGPSN |
| Malapert     | 85° 00′ S, 11° 24′ E / 85°S,11.4°E       | 72,38         | Charles Malapert (1581–1630), astrònom belga                                                                                     | A B C E F K                                         | WGPSN |
| Malinkin     | 87° 13′ S, 75° 56′ E / 87.22°S,75.94°E   | 8,28          | Egor I. Malinkin (1923-2008), investigador soviètic                                                                              | -                                                   | WGPSN |
| Mallet       | 45° 25′ S, 54° 03′ E / 45.41°S,54.05°E   | 58,92         | Robert Mallet (1810–1881), sismòleg irlandès                                                                                     | A B C D E J K L                                     | WGPSN |
| Malyy        | 22° 02′ N, 105° 34′ E / 22.03°N,105.56°E | 41,29         | Aleksandr L. Malyy (1907–1961), científic rus                                                                                    | G K L                                               | WGPSN |
| Mandelʹshtam | 5° 42′ N, 162° 23′ E / 5.7°N,162.39°E    | 181,89        | Leonid I. Mandelʹshtam (1879–1944), físic rus                                                                                    | A F G N Q R T Y                                     | WGPSN |
| Manilius     | 14° 27′ N, 9° 04′ E / 14.45°N,9.07°E     | 38,34         | Marc Manili (fl. c. 50 aC), escriptor romà                                                                                       | (A) B C D E (F) G H K T U W X Z                     | WGPSN |
| Manners      | 4° 34′ N, 19° 59′ E / 4.57°N,19.99°E     | 15,05         | Russell Henry Manners (1800–1870), astrònom britànic                                                                             | A                                                   | WGPSN |
| Manuel       | 24° 28′ N, 11° 22′ E / 24.47°N,11.36°E   | 0,57          | Antropònim masculí castellà | -                                                   | WGPSN |
| Manzinus     | 67° 31′ S, 26° 22′ E / 67.51°S,26.37°E   | 95,97         | Carlo Antonio Manzini (1599–1677), astrònom italià                                                                               | A B C D E F G H J K L M N O P R S T U               | WGPSN |
| Maraldi      | 19° 22′ N, 34° 48′ E / 19.36°N,34.8°E    | 39,62         | Giovanni Domenico Maraldi (1709–1788), astrònom italià Jacques Philippe Maraldi (1665–1729), astrònom francès                    | A (B) D E F (M) N R W                               | WGPSN |
| Marci        | 22° 14′ N, 167° 34′ O / 22.23°N,167.57°O | 24,47         | Jan Marek Marci von Kronland (1595–1667), físic txec                                                                             | B C                                                 | WGPSN |
| Marco Polo   | 15° 31′ N, 2° 03′ O / 15.52°N,2.05°O     | 28,25         | Marco Polo (1254–1324), explorador italià                                                                                        | A B C D F G H J K L M P S T                         | WGPSN |
| Marconi      | 9° 29′ S, 145° 12′ E / 9.48°S,145.2°E    | 72,88         | Guglielmo Marconi (1874–1937), inventor italià                                                                                   | C H L S                                             | WGPSN |
| Marinus      | 39° 23′ S, 76° 34′ E / 39.38°S,76.57°E   | 56,55         | Marí de Tir (c. 70 – c. 130), geògraf grec                                                                                       | A B C (D) E F G H J M N R                           | WGPSN |
| Mariotte     | 28° 28′ S, 139° 04′ O / 28.46°S,139.06°O | 70,27         | Edme Mariotte (1620–1684), físic francès                                                                                         | P R U X (Y) Z                                       | WGPSN |
| Marius       | 11° 54′ N, 50° 50′ O / 11.9°N,50.84°O    | 40,09         | Simon Marius (1570–1624), astrònom alemany                                                                                       | A B C D E F G H J K L M N P Q R S U V W X Y         | WGPSN |
| Markov       | 53° 26′ N, 62° 50′ O / 53.43°N,62.84°O   | 39,92         | Aleksandr V. Markov (1897–1968), astrofísic rus Andrei A. Màrkov (1856–1922), matemàtic rus                                      | E F G U                                             | WGPSN |
| Marth        | 31° 10′ S, 29° 21′ O / 31.16°S,29.35°O   | 6,54          | Albert Marth (1828–1897), astrònom alemany                                                                                       | K                                                   | WGPSN |
| Mary         | 18° 56′ N, 27° 23′ E / 18.93°N,27.39°E   | 0,53          | Antropònim femení anglès d'origen hebreu                                                                                         | -                                                   | WGPSN |
| Maskelyne    | 2° 10′ N, 30° 02′ E / 2.16°N,30.04°E     | 22,42         | Nevil Maskelyne (1732–1811), astrònom britànic                                                                                   | A B C D (E) F G (H) J K M N P R T W X Y             | WGPSN |
| Mason        | 42° 42′ N, 30° 31′ E / 42.7°N,30.51°E    | 33,33         | Charles Mason (1730–1787), astrònom britànic                                                                                     | A B C                                               | WGPSN |
| Maunder      | 14° 31′ S, 93° 53′ O / 14.52°S,93.88°O   | 53,80         | Annie Scott Dill Maunder (nascuda Russell) (1868–1947), astrònoma irlandesa Edward Walter Maunder (1851–1928), astrònom britànic | A B (Z)                                             | WGPSN |
| Maupertuis   | 49° 42′ N, 27° 17′ O / 49.7°N,27.28°O    | 45,49         | Pierre Louis Moreau de Maupertuis (1698–1759), matemàtic francès                                                                 | A B C K L                                           | WGPSN |
| Maurolycus   | 41° 46′ S, 13° 55′ E / 41.77°S,13.92°E   | 115,35        | Francesco Maurolico (1494–1575), matemàtic italià                                                                                | A B C D E F G H J K L M N P R S T W                 | WGPSN |
| Maury        | 37° 07′ N, 39° 41′ E / 37.11°N,39.69°E   | 16,58         | Matthew Fontaine Maury (1806–1873), oceanògraf estatunidenc Antonia Caetana Maury (1866–1952), astrònoma estatunidenca           | A B C D J K L M N P T U                             | WGPSN |
| Mavis        | 29° 46′ N, 26° 22′ O / 29.76°N,26.36°O   | 1,09          | Antropònim femení escocès | -                                                   | WGPSN |
| Maxwell      | 29° 54′ N, 98° 32′ E / 29.9°N,98.53°E    | 109,24        | James Clerk Maxwell (1831–1879), físic britànic                                                                                  | -                                                   | WGPSN |
| McAdie       | 2° 07′ N, 92° 13′ E / 2.11°N,92.22°E     | 41,00         | Alexander George McAdie (1863–1943), meteoròleg estatunidenc                                                                     | -                                                   | WGPSN |
| McAuliffe    | 33° 14′ S, 149° 46′ O / 33.24°S,149.77°O | 19,11         | Christa McAuliffe (1948–1986), astronauta estatunidenc                                                                           | -                                                   | WGPSN |
| McClure      | 15° 19′ S, 50° 14′ E / 15.32°S,50.24°E   | 23,96         | Robert McClure (1807–1873), explorador britànic                                                                                  | A B C D M N P S                                     | WGPSN |
| McCool       | 41° 17′ S, 146° 16′ O / 41.28°S,146.26°O | 20,47         | William Cameron McCool (1961–2003), astronauta estatunidenc                                                                      | -                                                   | WGPSN |
| McDonald     | 30° 23′ N, 20° 53′ O / 30.39°N,20.88°O   | 6,97          | William Johnson McDonald (1844–1926), mecenes estatunidenc Thomas Logie McDonald (1901–1973), selenògraf escocès                 | -                                                   | WGPSN |
| McKellar     | 15° 43′ S, 170° 52′ O / 15.72°S,170.86°O | 50,16         | Andrew McKellar (1910–1960), astrònom canadenc                                                                                   | B S T U                                             | WGPSN |
| McLaughlin   | 47° 01′ N, 92° 50′ O / 47.01°N,92.83°O   | 75,29         | Dean Benjamin McLaughlin (1901–1965), astrònom estatunidenc                                                                      | A B C P U Z                                         | WGPSN |
| McMath       | 16° 38′ N, 166° 05′ O / 16.63°N,166.09°O | 88,58         | Francis Charles McMath (1867–1938), astrònom estatunidenc Robert Raynolds McMath (1891–1962), astrònom estatunidenc              | A J M P Q                                           | WGPSN |
| McNair       | 35° 56′ S, 147° 57′ O / 35.93°S,147.95°O | 32,02         | Ronald Erwin McNair (1950–1986), astronauta estatunidenc                                                                         | -                                                   | WGPSN |
| McNally      | 22° 30′ N, 127° 39′ O / 22.5°N,127.65°O  | 47,03         | Paul A. McNally (1890–1955), astronauta estatunidenc                                                                             | T Y                                                 | WGPSN |
| Mechnikov    | 10° 28′ S, 148° 59′ O / 10.47°S,148.99°O | 58,83         | Ilʹya I. Mechnikov (1845–1916), biòleg rus                                                                                       | C D F G U Z                                         | WGPSN |
| Mee          | 43° 38′ S, 35° 11′ O / 43.63°S,35.19°O   | 134,11        | Arthur Butler Phillips Mee (1860–1926), astrònom escocès                                                                         | A B C D E F G H J K L M N P Q R S T U V W X Y Z     | WGPSN |
| Mees         | 13° 34′ N, 96° 11′ O / 13.57°N,96.18°O   | 51,55         | Charles Edward Kenneth Mees (1882–1960), fotògraf estatunidenc d'origen anglès                                                   | A J Y                                               | WGPSN |
| Meggers      | 24° 18′ N, 122° 56′ E / 24.3°N,122.94°E  | 51,16         | William F. Meggers (1888–1968), físic estatunidenc                                                                               | S                                                   | WGPSN |
| Meitner      | 10° 52′ S, 113° 06′ E / 10.87°S,113.1°E  | 87,27         | Lise Meitner (1878–1968), física austríaca                                                                                       | A C H J R                                           | WGPSN |
| Melissa      | 8° 07′ N, 121° 47′ E / 8.12°N,121.78°E   | 17,21         | Antropònim femení grec | -                                                   | WGPSN |
| Mendel       | 48° 50′ S, 109° 52′ O / 48.83°S,109.86°O | 139,65        | Gregor Mendel (1822–1884), biòleg austríac                                                                                       | B J V                                               | WGPSN |
| Mendeléiev   | 5° 23′ N, 141° 10′ E / 5.38°N,141.17°E   | 325,13        | Dmitri Mendeléiev (1834–1907), químic rus                                                                                        | P                                                   | WGPSN |
| Menelaus     | 16° 16′ N, 15° 56′ E / 16.26°N,15.93°E   | 27,13         | Menelau d'Alexandria (fl. c. 98), astrònom grec                                                                                  | A C D E (S)                                         | WGPSN |
| Menzel       | 3° 25′ N, 36° 56′ E / 3.41°N,36.94°E     | 3,44          | Donald Howard Menzel (1901–1976), astrofísic estatunidenc                                                                        | -                                                   | WGPSN |
| Mercator     | 29° 15′ S, 26° 07′ O / 29.25°S,26.11°O   | 46,32         | Gerardus Mercator (1512–1594), geògraf belga                                                                                     | A B C D E F G K L M                                 | WGPSN |
| Mercuri      | 46° 40′ N, 66° 04′ E / 46.66°N,66.07°E   | 64,30         | Mercuri, déu de la mitologia romana                                                                                              | A B C D E F G H J K L M                             | WGPSN |
| Merrill      | 74° 50′ N, 117° 27′ O / 74.83°N,117.45°O | 56,99         | Paul Merrill (1887–1961), astrònom estatunidenc                                                                                  | X Y                                                 | WGPSN |
| Mersenius    | 21° 29′ S, 49° 20′ O / 21.49°S,49.34°O   | 84.46         | Marin Mersenne (1588–1648), matemàtic francès                                                                                    | B C D E H J K L M N P R S U V W X Y Z               | WGPSN |
| Meshcherskiy | 12° 07′ N, 125° 32′ E / 12.11°N,125.53°E | 65,94         | Ivan V. Mestxerski (1859–1935), matemàtic rus                                                                                    | K X                                                 | WGPSN |
| Messala      | 39° 19′ N, 60° 04′ E / 39.31°N,60.06°E   | 122,40        | Mashallah ibn Athari (fl. c. 815), astrònom hebreu                                                                               | A B C D E F G J K                                   | WGPSN |
| Messier      | 1° 54′ S, 47° 39′ E / 1.9°S,47.65°E      | 13,80         | Charles Messier (1730–1817), astrònom francès                                                                                    | A B D E (G) J L                                     | WGPSN |
| Metius       | 40° 25′ S, 43° 22′ E / 40.42°S,43.37°E   | 83.81         | Adriaan Adriaanszoon (conegut com Metius) (1571–1635), astrònom neerlandès                                                       | B C D E F G                                         | WGPSN |
| Meton        | 73° 34′ N, 19° 38′ E / 73.57°N,19.63°E   | 124,70        | Metó (fl. 432 aC), astrònom grec                                                                                                 | A B C D E F G W                                     | WGPSN |
| Mezentsev    | 71° 46′ N, 129° 38′ O / 71.77°N,129.64°O | 84,51         | Yurij B. Mezentsev (1929–1965), científic soviètic                                                                               | M Q S                                               | WGPSN |
| Michael      | 25° 03′ N, 0° 13′ E / 25.05°N,0.21°E     | 3,46          | Antropònim masculí anglès | -                                                   | WGPSN |
| Michelson    | 6° 43′ N, 121° 33′ O / 6.72°N,121.55°O   | 123,14        | Albert A. Michelson (1852–1931), físic estatunidenc d'origen alemany                                                             | G H V W                                             | WGPSN |
| Milankovič   | 76° 32′ N, 171° 21′ E / 76.53°N,171.35°E | 94,21         | Milutin Milanković (1879–1958), astrònom iugoslau                                                                                | E                                                   | WGPSN |
| Milichius    | 10° 01′ N, 30° 14′ O / 10.01°N,30.23°O   | 12,19         | Jacob Milich (1501–1559), astrònom alemany                                                                                       | A C D E K                                           | WGPSN |
| Miller       | 39° 22′ S, 0° 47′ E / 39.37°S,0.78°E     | 61,37         | William Allen Miller (1817–1870), químic britànic                                                                                | A B C D E K                                         | WGPSN |
| Millikan     | 46° 46′ N, 121° 31′ E / 46.76°N,121.52°E | 93,97         | Robert Millikan (1868–1953), físic estatunidenc                                                                                  | B J Q R                                             | WGPSN |
| Mills        | 8° 32′ N, 155° 44′ E / 8.54°N,155.74°E   | 35,65         | Mark Muir Mills (1917–1958), físic estatunidenc                                                                                  | B C K R W                                           | WGPSN |
| Milne        | 31° 00′ S, 112° 47′ E / 31°S,112.78°E    | 259,97        | Edward Arthur Milne (1896–1950), matemàtic britànic                                                                              | K L M N P Q                                         | WGPSN |
| Mineur       | 24° 40′ N, 161° 44′ O / 24.67°N,161.73°O | 72,28         | Henri Mineur (1899–1954), astrònom francès                                                                                       | D V X                                               | WGPSN |
| Minkowski    | 56° 08′ S, 145° 48′ O / 56.13°S,145.8°O  | 107,51        | Hermann Minkowski (1864–1909), matemàtic lituà Rudolph Minkowski (1895–1976), astrònom estatunidenc                              | S                                                   | WGPSN |
| Minnaert     | 67° 32′ S, 178° 34′ E / 67.54°S,178.57°E | 137,31        | Marcel Minnaert (1893–1970), astrònom neerlandès                                                                                 | C N W                                               | WGPSN |
| Mitchell     | 49° 46′ N, 20° 10′ E / 49.77°N,20.17°E   | 32,15         | Maria Mitchell (1818–1889), astrònoma estatunidenca                                                                              | B E                                                 | WGPSN |
| Mitra        | 17° 46′ N, 154° 39′ O / 17.76°N,154.65°O | 97,10         | Sisir Kumar Mitra (1890–1963), físic indi                                                                                        | A J Y                                               | WGPSN |
| Möbius       | 15° 38′ N, 101° 08′ E / 15.63°N,101.13°E | 48,96         | August Möbius (1790–1868), matemàtic alemany                                                                                     | -                                                   | WGPSN |
| Mohorovičić  | 18° 44′ S, 164° 50′ O / 18.73°S,164.83°O | 49,97         | Andrija Mohorovičić (1857–1936), geofísic croat                                                                                  | A D F R W Z                                         | WGPSN |
| Moigno       | 66° 16′ N, 28° 48′ E / 66.27°N,28.8°E    | 36,83         | François-Napoléon-Marie Moigno (1804–1884), físic francès                                                                        | A B C D                                             | WGPSN |
| Moiseev      | 9° 26′ N, 103° 16′ E / 9.44°N,103.26°E   | 61,56         | Nikolai D. Moiseev (1902-1955), astrònom rus                                                                                     | S Z                                                 | WGPSN |
| Moissan      | 4° 46′ N, 137° 27′ E / 4.77°N,137.45°E   | 22,45         | Henri Moissan (1852-1907), químic francès                                                                                        | -                                                   | WGPSN |
| Moltke       | 0° 35′ S, 24° 10′ E / 0.59°S,24.16°E     | 6,15          | Helmuth Karl Bernhard von Moltke (1800–1891), mecenes alemany                                                                    | A B                                                 | WGPSN |
| Monge        | 19° 14′ S, 47° 32′ E / 19.24°S,47.54°E   | 36,60         | Gaspard Monge (1746–1818), matemàtic francès                                                                                     | -                                                   | WGPSN |
| Monira       | 12° 32′ S, 1° 44′ O / 12.54°S,1.73°O     | 1,07          | Antropònim femení àrab | -                                                   | WGPSN |
| Montanari    | 45° 50′ S, 20° 46′ O / 45.83°S,20.76°O   | 77,05         | Geminiano Montanari (1633–1687), astrònom italià                                                                                 | D W                                                 | WGPSN |
| Montgolfier  | 47° 04′ N, 160° 05′ O / 47.06°N,160.08°O | 83,71         | Germans Montgolfier (Jacques E: 1745–1799, Joseph M: 1740–1810), inventors francesos                                             | J P W Y                                             | WGPSN |
| Moore        | 37° 15′ N, 177° 33′ O / 37.25°N,177.55°O | 52,66         | Joseph Haines Moore (1878–1949), astrònom estatunidenc                                                                           | F L                                                 | WGPSN |
| Moretus      | 70° 38′ S, 5° 57′ O / 70.63°S,5.95°O     | 114,.45       | Theodorus Moretus (1602–1667), matemàtic belga                                                                                   | A C                                                 | WGPSN |
| Morley       | 2° 49′ S, 64° 37′ E / 2.82°S,64.62°E     | 13,71         | Edward W. Morley (1838–1923), químic estatunidenc                                                                                | -                                                   | WGPSN |
| Morozov      | 4° 37′ N, 127° 20′ E / 4.62°N,127.33°E   | 41,01         | Nikolai A. Morozov (1854–1945), naturalista rus                                                                                  | C E F Y                                             | WGPSN |
| Morse        | 21° 54′ N, 175° 17′ O / 21.9°N,175.29°O  | 72,77         | Samuel Finley Breese Morse (1791–1872), inventor estatunidenc                                                                    | N T                                                 | WGPSN |
| Moseley      | 20° 57′ N, 90° 12′ O / 20.95°N,90.2°O    | 88,89         | Henry Gwyn Jeffreys Moseley (1887–1915), físic britànic                                                                          | C D                                                 | WGPSN |
| Mösting      | 0° 42′ S, 5° 53′ O / 0.7°S,5.88°O        | 24,38         | Johan Sigismund von Mösting (1759–1843), mecenes danès                                                                           | A B C D E K L M U                                   | WGPSN |
| Mouchez      | 78° 23′ N, 26° 49′ O / 78.38°N,26.82°O   | 82,78         | Amédée Ernest Barthélemy Mouchez (1821–1892), astrònom francès                                                                   | A B C J L M                                         | WGPSN |
| Moulton      | 60° 55′ S, 97° 34′ E / 60.91°S,97.57°E   | 54,7          | Forest Ray Moulton (1872–1952), astrònom estatunidenc                                                                            | H P                                                 | WGPSN |
| Müller       | 7° 38′ S, 2° 02′ E / 7.64°S,2.04°E       | 23,4          | Karl Müller (1866–1942), astrònom txec                                                                                           | A F Q                                               | WGPSN |
| Murakami     | 23° 23′ S, 140° 58′ O / 23.38°S,140.97°O | 44,52         | Harutaro Murakami (1872–1947), físic japonès                                                                                     | -                                                   | WGPSN |
| Murchison    | 5° 04′ N, 0° 13′ O / 5.07°N,0.21°O       | 57,83         | Roderick Impey Murchison (1792–1871), geòleg escocès                                                                             | T                                                   | WGPSN |
| Mutus        | 63° 39′ S, 29° 56′ E / 63.65°S,29.93°E   | 76,33         | Vicenç Mut i Armengol (c. 1614–1687), astrònom, historiador, enginyer i militar mallorquí                                        | A B C D E F G H J K L M N O P Q R S T V W X Y Z     | WGPSN |

## N
| Cràter     | Coordenades                              | Diàmetre (km) | Epònim                                                                                             | Cràters satèl·lit                               | Ref.  |
| ---------- | ---------------------------------------- | ------------- | -------------------------------------------------------------------------------------------------- | ----------------------------------------------- | ----- |
| Nagaoka    | 19° 31′ N, 154° 03′ E / 19.51°N,154.05°E | 50,54         | Hantarō Nagaoka (1865–1940), físic japonès                                                         | U W                                             | WGPSN |
| Nansen     | 81° 10′ N, 95° 23′ E / 81.17°N,95.38°E   | 116,9         | Fridtjof Nansen (1861–1930), explorador noruec                                                     | A C D E F U                                     | WGPSN |
| Naonobu    | 4° 42′ S, 57° 56′ E / 4.7°S,57.93°E      | 32,96         | Naonobu Ajima (c. 1732–1798), matemàtic japonès                                                    | -                                               | WGPSN |
| Nasireddin | 41° 02′ S, 0° 08′ E / 41.04°S,0.14°E     | 51,99         | Nassir-ad-Din at-Tussí (1201–1274), astrònom persa                                                 | B                                               | WGPSN |
| Nasmyth    | 50° 29′ S, 56° 23′ O / 50.49°S,56.39°O   | 78,37         | James Nasmyth (1808–1890), astrònom escocès                                                        | D E F G                                         | WGPSN |
| Nassau     | 24° 55′ S, 177° 20′ E / 24.91°S,177.34°E | 75,80         | Jason John Nassau (1893–1965), astrònom estatunidenc                                               | D F Y                                           | WGPSN |
| Natasha    | 19° 59′ N, 31° 10′ O / 19.98°N,31.16°O   | 10,98         | Antropònim femení rus                                                                              | -                                               | WGPSN |
| Naumann    | 35° 23′ N, 62° 01′ O / 35.38°N,62.02°O   | 9,93          | Karl Friedrich Naumann (1797–1873), geòleg alemany                                                 | B G                                             | WGPSN |
| Neander    | 31° 21′ S, 39° 53′ E / 31.35°S,39.88°E   | 49,22         | Michael Neander (1529–1581), matemàtic alemany                                                     | A B C D E F G H J K L M N O P Q R S T V W X Y Z | WGPSN |
| Nearch     | 58° 35′ S, 39° 01′ E / 58.58°S,39.01°E   | 72,79         | Nearc (fl. 312 aC), explorador grec                                                                | A B C D E F G H J K L M                         | WGPSN |
| Necho      | 5° 15′ S, 123° 14′ E / 5.25°S,123.24°E   | 36,87         | Necó II (610-593 aC), governador egipci                                                            | M P R V                                         | WGPSN |
| Nefedʹev   | 81° 04′ S, 135° 46′ E / 81.07°S,135.77°E | 52,94         | Anatoly Nefedʹev (1910–1976), astrònom rus                                                         | -                                               | WGPSN |
| Neison     | 68° 13′ N, 25° 01′ E / 68.21°N,25.02°E   | 51,03         | Edmund Neville Neison (1849–1940), astrònom britànic                                               | A B C D                                         | WGPSN |
| Neper      | 8° 46′ N, 84° 35′ E / 8.76°N,84.58°E     | 144,32        | John Napier (1550–1617), matemàtic escocès                                                         | D (G) H (K) Q                                   | WGPSN |
| Nernst     | 35° 34′ N, 94° 38′ O / 35.57°N,94.64°O   | 121,52        | Walther Hermann Nernst (1864–1941), químic alemany                                                 | T                                               | WGPSN |
| Neujmin    | 26° 41′ S, 125° 10′ E / 26.68°S,125.17°E | 97,03         | Grigorij N. Neujmin (1885–1946), astrònom rus                                                      | P Q T                                           | WGPSN |
| Neumayer   | 71° 10′ S, 70° 55′ E / 71.16°S,70.92°E   | 84,38         | Georg von Neumayer (1826–1909), meteoròleg alemany                                                 | A M N P                                         | WGPSN |
| Newcomb    | 29° 46′ N, 43° 40′ E / 29.76°N,43.67°E   | 39,80         | Simon Newcomb (1835–1909), astrònom canadenc-estatunidenc                                          | A B C F G H J Q                                 | WGPSN |
| Newton     | 76° 31′ S, 17° 26′ O / 76.52°S,17.44°O   | 83,85         | Isaac Newton (1643–1727), matemàtic britànic                                                       | A B C D E F G                                   | WGPSN |
| Nicholson  | 26° 13′ S, 85° 13′ O / 26.22°S,85.21°O   | 38,08         | Seth Barnes Nicholson (1891–1963), astrònom estatunidenc                                           | -                                               | WGPSN |
| Nicolai    | 42° 28′ S, 25° 52′ E / 42.47°S,25.87°E   | 40,54         | Friedrich Bernhard Gottfried Nicolai (1793–1846), astrònom alemany                                 | A B C D E G H J K L M P Q R Z                   | WGPSN |
| Nicollet   | 21° 57′ S, 12° 30′ O / 21.95°S,12.5°O    | 14,73         | Jean Nicholas Nicollet (1788–1843), astrònom francès                                               | B D                                             | WGPSN |
| Nielsen    | 31° 48′ N, 51° 46′ O / 31.8°N,51.76°O    | 9,64          | Axel V. Nielsen (1902–1970), astrònom danès Harald Herborg Nielsen (1903–1973), físic estatunidenc | -                                               | WGPSN |
| Niepce     | 72° 12′ N, 120° 09′ O / 72.2°N,120.15°O  | 59,69         | Nicéphore Niépce (1765–1833), físic francès                                                        | F                                               | WGPSN |
| Nijland    | 33° 11′ N, 134° 10′ E / 33.19°N,134.17°E | 35,46         | Albertus Antonie Nijland (1868–1936), astrònom neerlandès                                          | A V                                             | WGPSN |
| Nikolaev   | 35° 05′ N, 151° 17′ E / 35.08°N,151.28°E | 42,67         | Andriyan G. Nikolayev (1929–2004), cosmonauta soviètic                                             | G J                                             | WGPSN |
| Nikolya    | 38° 18′ N, 35° 00′ O / 38.3°N,35°O       | 0,10          | Antropònim masculí rus                                                                             | -                                               | WGPSN |
| Nishina    | 44° 34′ S, 170° 48′ O / 44.57°S,170.8°O  | 62,13         | Yoshio Nishina (1890–1951), físic japonès                                                          | T                                               | WGPSN |
| Nobel      | 14° 44′ N, 101° 23′ O / 14.73°N,101.39°O | 50,87         | Alfred B. Nobel (1833–1896), inventor suec                                                         | B K L                                           | WGPSN |
| Nobile     | 85° 17′ S, 53° 16′ E / 85.28°S,53.27°E   | 79,27         | Umberto Nobile (1885–1978), explorador italià                                                      | -                                               | WGPSN |
| Nobili     | 0° 10′ N, 75° 57′ E / 0.17°N,75.95°E     | 41,79         | Leopoldo Nobili (1784–1835), físic italià                                                          | -                                               | WGPSN |
| Nöggerath  | 48° 49′ S, 45° 50′ O / 48.82°S,45.84°O   | 32,12         | Johann Jakob Nöggerath (1788–1877), geòleg alemany                                                 | A B C D E F G H J K L M P S                     | WGPSN |
| Nonius     | 34° 54′ S, 3° 47′ E / 34.9°S,3.79°E      | 70,61         | Pedro Nunes (Petrus Nonius Salaciencis) (1502–1578), matemàtic portuguès                           | A B C D F G K L Q R S                           | WGPSN |
| Norman     | 11° 47′ S, 30° 21′ O / 11.78°S,30.35°O   | 9,87          | Robert Norman (fl. c. 1590), naturalista britànic                                                  | -                                               | WGPSN |
| Nöther     | 66° 21′ N, 114° 11′ O / 66.35°N,114.18°O | 64,80         | Emmy Noether (1882–1935), matemàtic alemany                                                        | A E T U V X                                     | WGPSN |
| Numerov    | 70° 31′ S, 162° 12′ O / 70.52°S,162.2°O  | 105,.39       | Boris V. Numerov (1891–1941), astrònom soviètic                                                    | G Z                                             | WGPSN |
| Nunn       | 4° 37′ N, 91° 09′ E / 4.62°N,91.15°E     | 18,49         | Joseph Nunn (1905–1968), enginyer estatunidenc                                                     | -                                               | WGPSN |
| Nušl       | 32° 11′ N, 167° 27′ E / 32.19°N,167.45°E | 60,58         | Frantisek Nušl (1867–1925), astrònom txec                                                          | E S Y                                           | WGPSN |